# Tord Karlsson
Tord Staffan Rune Karlsson, född 16 juni 1953 i Åkerby socken, Uppsala, är en svensk pensionerad officer i Flygvapnet.

## Biografi
Karlsson blev fänrik i Flygvapnet 1973. Han befordrades till löjtnant 1975, till kapten 1978, till major 1983, till överstelöjtnant 1987, till överste 1994 och till överste av 1:a graden 1996.
Karlsson inledde sin militära karriär i Flygvapnet 1972 vid Krigsflygskolan (F 5). 1984–1986 var han divisionschef för 163:e jaktflygdivisionen (Petter Gul) vid Upplands flygflottilj (F 16). År 1989 blev han flygchef på F16. 1991–1993 var han chef för Planeringsavdelningen vid Flygstaben. 1994–1996 var han flottiljchef för Jämtlands flygflottilj (F 4). 1996–1999 var han chef för Norra flygkommandot (FK N). 1999–2000 var han rektor till förfogande vid Försvarshögskolan. Karlsson lämnade Försvarsmakten när den aktiva flygtjänsten var på väg att inskränkas för honom år 2000.